# مارتين ايرينريخ
مارتين ايرينريخ (بالألمانية: Martin Ehrenreich)‏ (10 مايو 1983 في النمسا - ) هو لاعب كرة قدم نمساوي في مركز الهجوم. لعب مع شتورم غراتس وSV Bad Aussee ‏ وFC St. Veit ‏ وFC Lustenau 07 ‏ وFC Gratkorn ‏ ونادي ليوبن ‏.

## وصلات خارجية
- مارتين ايرينريخ على موقع قاعدة بيانات كرة القدم.إي يو (الإنجليزية)
- مارتين ايرينريخ على موقع Soccerway.com (الإنجليزية)
- مارتين ايرينريخ على موقع عالم كرة القدم.نت (الإنجليزية)